# 羽隅将一
羽隅 将一（はすみ しょういち、1970年7月12日 - ）は、NHKのアナウンサー。

## 来歴
山形県山形市出身。山形県立山形中央高等学校、早稲田大学卒業。
大学を卒業後、1995年にNHKに入局。初任地は盛岡放送局で、同局には2度赴任している。また、自らの出身地にある山形放送局にも2度赴任している。
2022年度からは、山形県を中心とする「地域職員」となったことが、NHK東北地域職員採用サイトより明かされている。

## 出演
☆印は現在出演（担当）中。

### 盛岡放送局時代（1度目）
- イブニングネットワークいわて
- 岩手県のニュース

### 仙台放送局時代
- NHKニュースみやぎ845[5]
- てれまさむね - 企画担当、中継リポーター[6]
- 宮城・東北地方のニュース

### 山形放送局時代（1度目）
- やまナビ - 18時台「やまナビTODAY」キャスター[7]
- やまがたニュースアイ - キャスター（2008年4月 - 2009年3月）

### 東京アナウンス室時代
- NHK BSニュース[8]（2009年4月 - 2011年3月）

### 福島放送局時代
- 福島県のニュース・中継・リポート
- あさイチ（2012年7月5日、“JAPA”なび 福島・奥会津）
- 福島のお耳に ふくみみラジオ - パーソナリティ

### 盛岡放送局時代（2度目）
- おばんですいわて - 編集責任[要出典]
- ひるっコいわて[1]
- まじぇ5時 - 編集責任[1]
- 岩手県のニュース

### 旭川放送局時代
- ほっとニュース北海道あさひかわ
- つながる@きたカフェ あさひかわ - 編集責任

### 山形放送局時代（2度目）
- やままる☆ - 「いいねハンター」担当[9]、キャスター（2023年4月 - ）
- 山形県のニュース☆
- アナウンス統括代理（デスク業務）☆
- 令和6年能登半島地震の災害報道対応による金沢放送局への応援派遣（巡回出演）
  - ニュースいしかわ845（2024年3月14日 - 15日）
  - ニュースいしかわ645（2024年3月16日 - 17日）
  - 能登半島地震 ライフライン情報（2024年3月17日）
  - 石川県のニュース（12時台・2024年3月17日）